# Cyproniscus cypridinae
Cyproniscus cypridinae är en kräftdjursart som först beskrevs av Georg Ossian Sars 1883.  Cyproniscus cypridinae ingår i släktet Cyproniscus och familjen Cyproniscidae.
Artens utbredningsområde är havet utanför Norge. Arten är reproducerande i Sverige. Utöver nominatformen finns också underarten C. c. antarcticae.